# 嫩江农场
嫩江农场是一个位于中华人民共和国黑龙江省黑河市嫩江市的农场，亦是黑龙江省农垦九三管理局所属的一个农场。
嫩江农场始建于1955年，地处松嫩平原、小兴安岭西南麓，面积489平方公里。农场下设2个管理区、3个作业站、3个养殖区，场内设15个企事业单位。全场总人口10956人。

## 行政区划
嫩江农场下辖以下单位：
嫩江场直社区、嫩江农场第一管理区、嫩江农场第二管理区、嫩江农场第三管理区、嫩江农场第四管理区、嫩江农场第五管理区、嫩江农场第六管理区、嫩江农场第七管理区、嫩江农场第八管理区、嫩江农场第九管理区和嫩江农场第十管理区。